# Arisdorf
Arisdorf är en ort och kommun i distriktet Liestal i kantonen Basel-Landschaft, Schweiz. Kommunen har 1 706 invånare (2023).